# Rudolf von Bern

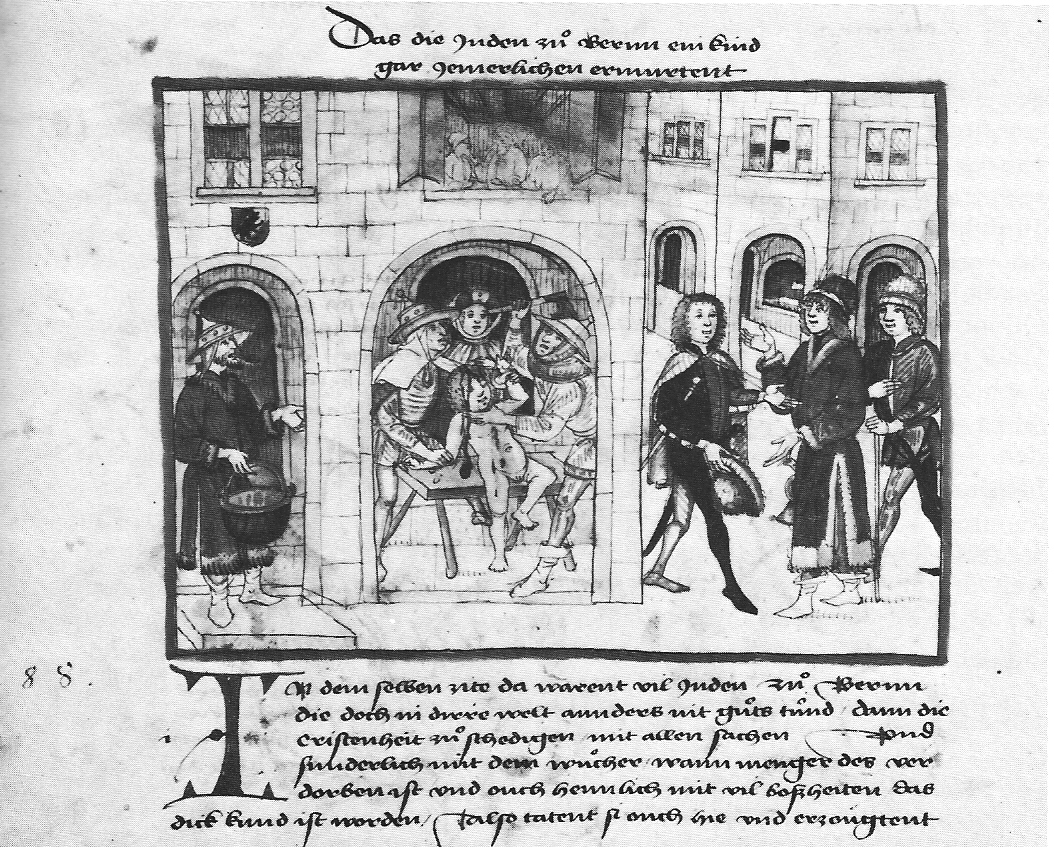
Darstellung des angeblichen Mordes in der Berner Chronik von Diebold Schilling dem Älteren

Als Rudolf von Bern (* um 1290 in Bern, Schweiz; † 17. April 1294 ebenda) wurde ein Kind bekannt, für dessen Ermordung die Juden Berns nach dem Muster der Ritualmordlegende verantwortlich gemacht worden waren und das später zeitweise als Märtyrer verehrt wurde.
Wegen des Gerüchts, Rudolf sei von einem Juden namens Jöly (Joel) ermordet worden, kam es in Bern zu einem Pogrom, bei dem die Juden überfallen und ausgeplündert wurden. 
Obwohl die Behörden nicht an die Schuld der Juden glaubten, sahen sie im Volkszorn eine Gelegenheit zur Tilgung von Schulden bei jüdischen Geldgebern. Die Obrigkeit fällte einen Entscheid, mit dem die Juden für immer aus der Stadt vertrieben werden sollten. 
Die verfolgten Juden klagten beim römisch-deutschen König Adolf von Nassau, doch der von ihm bestellte Ausschuss fällte einen Schiedsspruch zugunsten der Reichsstadt Bern, wonach die Berner Juden ihre gesamten Guthaben und alle bernischen Pfänder und Schuldbriefe verloren und zudem dem Schultheissen und der Stadt eine hohe Busse zahlen mussten. Die Akten zeigen, dass weder der König noch das Gericht an einen Ritualmord glaubten. Auch der Schultheiss in seiner Bußenquittung von 1294 und Adolfs Nachfolger Albrecht I. von Habsburg in seiner Urteilsbestätigung sprachen ausdrücklich nur von einem „angeblichen“ Mord. 
An Rudolfs Grab in der Berner Leutkirche sollen sich Wunder ereignet haben. Als anstelle der Leutkirche das Berner Münster gebaut wurde, übertrug man die Gebeine in dessen Kreuzaltar; der Kult um den Knaben wurde jedoch nie offiziell bestätigt. Beim Bildersturm im Jahre 1528 entfernte man die Gebeine aus dem Münster und bestattete sie ausserhalb der Kirche.
Der Mitte des 16. Jahrhunderts in Bern errichtete Kindlifresserbrunnen soll nach einer als überholt geltenden Theorie von Karl Howald an den angeblichen Ritualmord erinnern.
Ikonographisch wird Rudolf mit den Heiligenattributen Palme, Kreuz und Messer dargestellt; manchmal liegt er schwer verwundet am Boden.
Siehe auch: Jüdische Gemeinde Bern und Judentum in der Schweiz